# Atarba (Atarbodes) dolichophallus
Atarba (Atarbodes) dolichophallus is een tweevleugelige uit de familie steltmuggen (Limoniidae). De soort komt voor in het Afrotropisch gebied.